# Митсого
Митсого — небольшая этническая группа в центральной части Габона. Языковая группа — банту.

## Общая информация
Митсого — охотники и традиционные земледельцы, выращивающие урожай на выжженых участках леса; как правило, охотой занимаются мужчины, в то время как женщины выполняют земляные работы. Интересно, что для разных полов у митсого (как и у многих других соседних племён) предусмотрены отдельные религиозные практики: бвити для мужчин, нджембе — для женщин. Родство у митсого основано на материнской линии.
Большинство современных митсого живут в Либревиле и Муиле, хотя их корни уходят вглубь страны, в долину Икобе протяжённостью 70 миль.
Митсого — признанные маги и целители, их боятся и уважают за способности вызывать духов из потустороннего мира.
Tsogo — название языка племени, а mi — форма множественного числа, отсюда и название племени. Большинство народностей в Габоне входят в группу бака, но не митсого. Это следует из широкого распространения обычаев и слов племени среди других народностей страны.

## Религия
Центральной религиозной практикой для мужчин является бвити, а для женщин — нджембе. Кроме того, верования митсого касаются и предков, с сильной верой в то, что предки имеют ту же власть в загробной жизни, которой они обладали при жизни земной. Череп и длинные кости предков имеют большую силу и влияют на общее благополучие семьи их хранителей-потомков. Обычно эти останки не показывали непосвящённым и женщинам. Деревянные фигуры, покрытые листами меди или латуни, известные как «охранники», крепились к корзинам, в которых хранились останки. Некоторые считают, что эти фигуры — это абстрактные портреты умершего человека, в то время как другие считают, что они служили только для защиты мёртвых от зла. Тем не менее, священными были именно кости, а не сами фигуры. Поэтому ничто не препятствовало отдельным митсого продавать то, что фактически являлось лишь надгробием. Во время миграций останки брали с собой, в то время как реликварии просто оставляли.

## Митсого среди других племён
Обычаи и слова из языка митсого широко распространены по всей стране. Это особенно касается анимистических верований всех этнических групп Габона. Например, бвити — основная религия в стране — это слово митсого, и бвити основана на магической силе «священного дерева» ибоги (вообще-то являющимся кустом), слова аналогичного происхождения (ibo — лечение, gha — дерево).
Практически все целительские церемонии традиционной культуры Габона включают в себя распевание песен митсого. Фактически, слова митсого настолько хорошо известны по всей стране, что дело доходило до того, что в правительстве Габона поднимался вопрос о присуждении языку митсого статуса национального.
Архитектура митсого — хижины из грязи, вмещающие до 20 человек — позаимствованы их соседями бабонго (в прошлом — кочевыми племенами, довольствовавшимися туди — шалашами из веток и листьев, построить которые можно за полдня).

## История
Устные предания митсого свидетельствуют о том, что их предки пришли из северо-восточной части Габона и долины реки Ивиндо в XIII—XIV вв. Стили и техники в искусстве митсого роднят их с другими народами в этом регионе. Как и народы фанг и кота на севере и пуну на юге, митсого вырезают фигуры из дерева, главное назначение которых — защита останков предков.
Это воинственное племя, пусть и небольшое, дольше всех сопротивлялось французским колонистам (до 1940 года). В живых преданиях митсого воин по имени Mbombet A Gnaghé совершал партизанские атаки против французских войск из своего укрытия в той самой долине Икобе. Мбомбе, по легенде, обладавшего магическими способностями, в конце-концов выдала женщина. Ныне живущий прямой потомок Мбомбе пользуется особым влиянием в традиционном племенном укладе митсого.